# Millionnaire à crédit
Pour plus de détails, voir Fiche technique et Distribution.
Millionnaire à crédit (titre original : You're a Sweetheart) est un film américain réalisé par David Butler, sorti en 1937. Le film fut nommé pour l'Oscar des meilleurs décors.

## Fiche technique
- Titre original : You're a Sweetheart
- Réalisation : David Butler
- Scénario : Warren Wilson, Maxwell Shane, William C. Thomas, Monte Brice et Charles Grayson (en)
- Photographie : George Robinson
- Société de production : Universal Pictures
- Pays d'origine :  États-Unis
- Format : Noir et blanc - 1,37:1 - Mono
- Genre : Film musical, comédie romantique
- Durée : 96 minutes
- Date de sortie : 26 décembre 1937

## Distribution
- Alice Faye : Betty Bradley
- George Murphy : Hal Adams
- Ken Murray : Don King
- Charles Winninger : Cherokee Charlie
- Andy Devine : Daisy Day
- William Gargan : Fred Edwards
- Frank Jenks : Harry Howe
- Donald Meek : Conway Jeeters